# Нижний Выльыб
 Нижний Выльыб  — деревня в Удорском районе Республики Коми в составе городского поселения Усогорск.

## География
Расположена на левом берегу реки Мезень на расстоянии примерно 14 км на север-северо-запад от районного центра села Кослан.

## История
Официальная дата основания деревни — 1608 год.

## Население
Постоянное население составляло 12 человек (коми 100 %) в 2002 году, 10 в 2010.

## Известные уроженцы, жители
А. П. Афанасьев (1935, д. Нижний Выльыб Удорского района Коми АССР — 2004) — советский и российский исследователь географических названий (топонимист), историк, учитель. Кандидат исторических наук (1973). Автор словаря-справочника «Топонимия Республики Коми», один из составителей словаря-справочника «Географические названия Коми АССР»